# مؤسسة زوهو
مؤسسة زوهو (بالإنجليزية: Zoho Corporation)‏ هي شركة هندية للتكنولوجيا وتكنولوجيا المعلومات وتطوير البرمجيات والحوسبة السحابية. يقع المقر الرئيسي للشركة في تشيناي، تاميل نادو، الهند. تقوم ببناء برنامج إدارة علاقات العملاء (CRM). الشركة لديها 7000 موظف في جميع أنحاء العالم. تأسست في عام 1996.

## تاريخ
تأسست زوهو في عام 1996 من قبل سريدهار فيمبو وتوني توماس، وهي واحدة من الشركات الرائدة في قطاع تكنولوجيا المعلومات في الهند. تقدم الشركة خدمات مختلفة مثل المبيعات والتمويل والحلول المخصصة وذكاء الأعمال والتحليلات وتكنولوجيا المعلومات وغيرها الكثير.

## المنتجات والخدمات
برنامج إدارة علاقات العملاء (CRM) يعمل على تمكين شبكة عالمية تضم أكثر من 250000 شركة في 180 دولة لتحويل المزيد من العملاء المحتملين والتفاعل مع العملاء وزيادة أرباحهم.
مميزات برنامج إدارة علاقات العملاء (CRM):
- أتمتة قوة المبيعات
- إدارة العمليات
- تحليلات
- تمكين المبيعات
- إدارة الأداء
- التخصيص
- أتمتة التسويق
- العمل عن بعد
- تطبيقات الموبايل
- حماية
- منصة المطور

## روابط خارجية
- الموقع الرسمي للشركة